# Giulia (moglie di Mario)
Giulia (130 a.C. – 69 a.C.) era figlia di Gaio Giulio Cesare e Marcia (figlia del pretore Quinto Marzio Rex).
Era una sorella del padre di Cesare e di Sesto Giulio Cesare, console nel 91 a.C.
Intorno al 110 a.C. sposò Gaio Mario ed ebbero un figlio, Gaio Mario il Giovane.
Secondo Plutarco, fu sposando lei, una donna patrizia, che il giovane Marius attirò l'attenzione del Senato Romano e lanciò la sua carriera politica.